# Gylfi

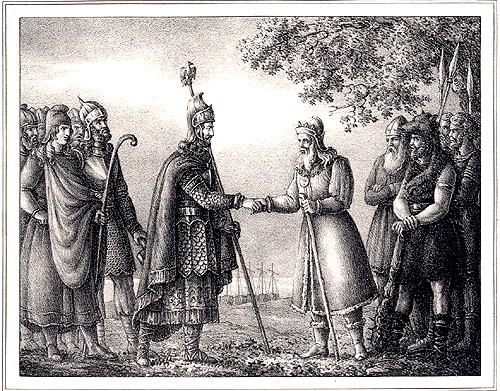
Gylfi saluda a Odin

En la mitología nórdica, Gylfi, Gylfe, Gylvi, o Gylve fue el primer rey de Escandinavia según aparece en los manuscritos y sagas que han sobrevivido. Las distintas tradiciones sobre Gylfi coinciden como fue engañado por los dioses y sus relaciones con la diosa Gefjon.

## El nacimiento de Selandia
La saga Ynglinga, una de las secciones de Heimskringla de Snorri Sturluson, y el poema Ragnarsdrápa recitan la leyenda de como Gylfi fue seducido por la diosa Gefjon para que le diese tanta tierra como ella pudiera arar en una noche. Gefjon transformó a sus cuatro hijos en bueyes y consiguió suficiente tierra para crear la isla danesa de Selandia, dejando el lago sueco de Mälaren.

## Reuniéndose con los Æsir

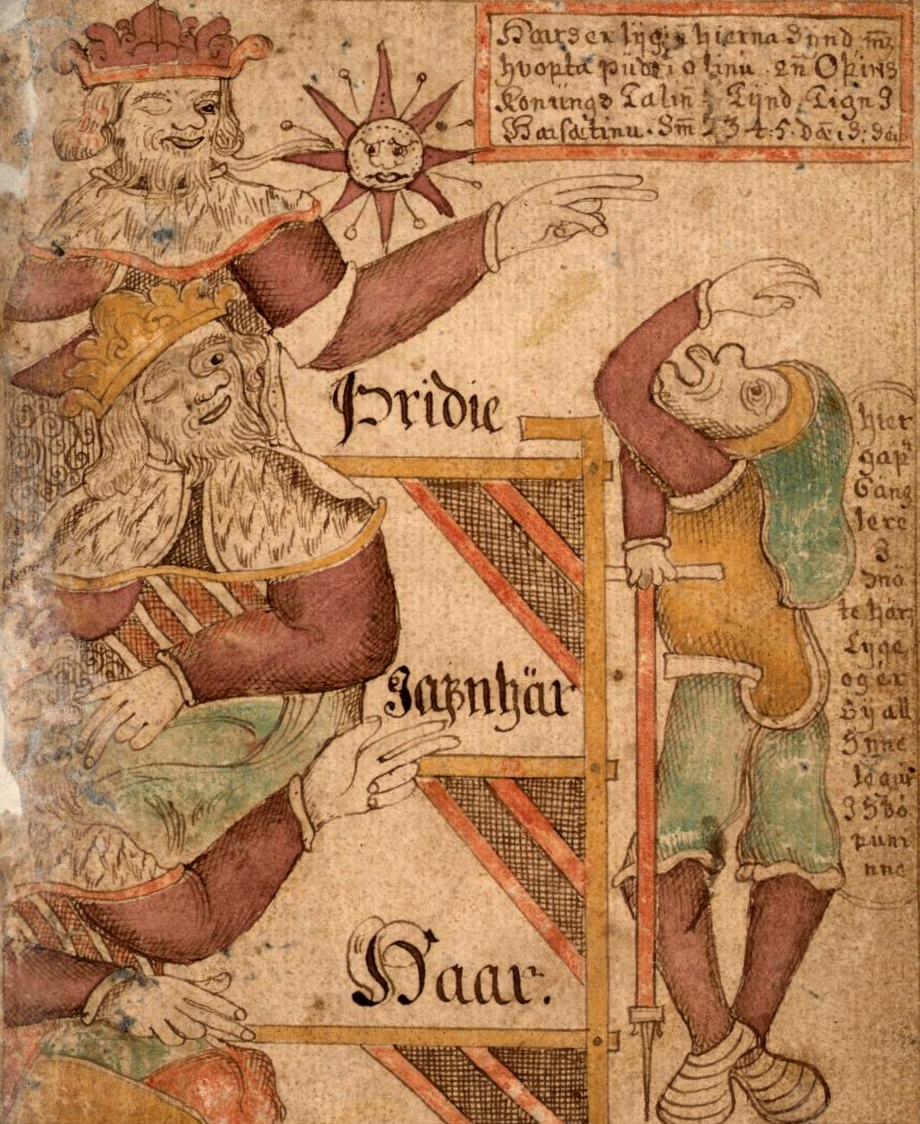
Gylfi es engañado en una ilustración del manuscrito islandés SÁM 66.

Gylfaginning de la edda prosaica y la saga Ynglinga recita como el supuestamente histórico Odín y su pueblo, los Æsir y los Vanir, los progenitores de todos los suecos, consiguieron nuevas tierras donde construir el asentamiento de Fornsigtuna. Gylfi y los habitantes de la época asimilaron la religión promulgada por los Æsir. Snorri introduce un esbozo de la mitología nórdica mediante un diálogo entre Gylfi y Hár, Jafnhár y Þriði que imponen los Æsir. Según la cita de Snorri, Gylfi es engañado por los Æsir para aceptar las supuestas creencias religiosas, de ahí el nombre Gylfaginning: 'El engaño de Gylfi'.
Es posible que la cita de Snorri esté basada en una vieja tradición que se remonta a ciertas creencia particulares o fundaciones de cultos particulares relacionados con el legendario Gylfi.

## Sagas
En una versión de la saga Hervarar, el rey Gylfi ofrece en matrimonio a su hija Heiðr a Sigrlami, rey de Garðaríki. Heiðr y Sigrlami tuvieron un hijo, Svafrlami quien forzó a los enanos Dvalin y Durin a forjar la espada mágica Tyrfing.